# Ravi Kumar Dahiya
Ravi Kumar Dahiya, noto come Ravi Kumar (Nahri, 12 dicembre 1993), è un lottatore indiano, specializzato nella lotta libera. È stato vicecampione olimpico ai Giochi di Tokyo 2020 nella categoria dei 57 kg.

## Palmarès
| Anno | Manifestazione              | Sede        | Evento | Risultato | Note |
| ---- | --------------------------- | ----------- | ------ | --------- | ---- |
| 2013 | Campionati asiatici cadetti | Ulan Bator  | 54 kg  | Argento   |      |
| 2013 | Mondiali cadetti            | Zrenjanin   | 54 kg  | 8º        |      |
| 2014 | Mondiali                    | Snina       | 54 kg  | 17º       |      |
| 2015 | Campionati asiatici junior  | Nay Pyi Taw | 55 kg  | Oro       |      |
| 2015 | Mondiali junior             | Salvador    | 55 kg  | Argento   |      |
| 2016 | Mondiali junior             | Mâcon       | 55 kg  | 13º       |      |
| 2017 | Campionati asiatici junior  | Taichung    | 55 kg  | 13º       |      |
| 2018 | Mondiali U23                | Bucarest    | 57 kg  | Argento   |      |
| 2019 | Campionati asiatici         | Xi'an       | 57 kg  | 5º        |      |
| 2019 | Mondiali                    | Nur-Sultan  | 57 kg  | Bronzo    |      |
| 2020 | Campionati asiatici         | Nuova Delhi | 57 kg  | Oro       |      |
| 2021 | Campionati asiatici         | Almaty      | 57 kg  | Oro       |      |
| 2021 | Giochi olimpici             | Tokyo       | 57 kg  | Argento   |      |
| 2022 | Campionati asiatici         | Ulan Bator  | 57 kg  | Oro       |      |

## Altre competizioni internazionali
2020
- 18º nei 57 kg nella Coppa del mondo individuale ( Belgrado)